# 斎藤兆史
斎藤 兆史（さいとう よしふみ、1958年3月18日 - ）は、日本の英文学者。専門は、英文学・英学史・言語教育・文体論。東京大学名誉教授、放送大学客員教授。日本学術会議会員。

## 略歴
栃木県宇都宮市生まれ。栃木県立宇都宮高等学校、東京大学文学部英語・英米文学科卒業。東京大学大学院人文科学研究科英語英文学専攻修士課程修了。
東京大学助手を務めた後、米国インディアナ大学英文科修士課程修了。1990年東京大学教養学部専任講師、1992年、同助教授、1997年英国ノッティンガム大学英文科博士課程修了（Ph.D.取得（Style and Creativity : Towards a Theory of Creative Stylistics））。
2007年東京大学大学院総合文化研究科准教授。2009年7月、同教授。2011年10月東京大学教育学部教育内容開発コース教授。2020年4月、東京大学教育学部附属中等教育学校学校長兼任。
2023年3月末を以て東京大学を退職。東京大学名誉教授。

## 活動
文体論的アプローチによる英文学研究が専門。その後は英国小説の翻訳などをしていたが、2000年、明治以来の英語の名人を描いた『英語達人列伝』が話題になる。なお大学での会話重視の英語教育に反対し、英文精読の重要性を説いている。また、日本における小学校英語教育について批判している。

## 著書
- 『英語達人列伝－あっぱれ、日本人の英語』（中公新書） 2000
- 『英語の作法』（東京大学出版会） 2000
- 『英語の味わい方』（日本放送出版協会、NHKブックス） 2001
- 『日本人のための英語』（講談社） 2001
- 『英語襲来と日本人』（講談社選書メチエ） 2001、のち中公文庫 2017
- 『日本人に一番合った英語学習法 先人たちに学ぶ「四〇〇年の知恵」』（祥伝社） 2003、のち黄金文庫 2006
- 『英語達人塾 極めるための独習法指南』（中公新書） 2003
- 『これが正しい! 英語学習法』（ちくまプリマー新書） 2007
- 『努力論』（ちくま新書） 2007、のち中公文庫 2013
- 『英文法の論理』（日本放送出版協会、NHKブックス） 2007
- 『翻訳の作法』（東大出版会） 2007
- 『日本人と英語 もうひとつの英語百年史』（研究社） 2007
- 『こころの音読 名文で味わう英語の美しさ』（講談社インターナショナル） 2007
- 『教養の力　東大駒場で学ぶこと』（集英社新書） 2013
- 『英語の作法』（東京大学出版会） 2015
- 『めざせ達人! 英語道場 教養ある言葉を身に』（ちくま新書） 2017
- 『見つめ合う英文学と日本 カーライル、ディケンズからイシグロまで シリーズこころをよむ』（NHK出版、NHK放送テキスト） 2018
- 『英語達人列伝Ⅱ - かくも気高き、日本人の英語』（中公新書） 2023

### 共著・編著
- 『英語の教え方学び方』（東京大学出版会） 2003
- 『英語 4 2003』（大橋理枝共著、放送大学教育振興会） 2003
- 『日本語力と英語力』（齋藤孝対談、中公新書ラクレ） 2004
- 『英語のたくらみ、フランス語のたわむれ』（野崎歓対談、東京大学出版会） 2004
- 『英語達人読本 音読で味わう最高の英文』（上岡伸雄、中央公論新社） 2004
- 『ボクの英語を診てください! 斎藤先生と松本アナの英語力向上クリニック』（NHK「英語でしゃべらナイト」制作班、中央公論新社） 2006
- 『英語の基本('08)』（大橋理枝共著、放送大学教育振興会） 2008
- 『「英語が使える日本人」は育つのか? 小学校英語から大学英語までを検証する』（山田雄一郎, 大津由紀雄共著、岩波ブックレット） 2009
- 『文学で学ぶ英語リーディング』（中村哲子共編注、研究社） 2009
- 『シリーズ朝倉〈言語の可能性〉10　言語と文学』（朝倉書店）　2009
- 『英仏文学戦記 もっと愉しむための名作案内』（野崎歓共著、東京大学出版会） 2010
- 『英語だけの外国語教育は失敗する 複言語主義のすすめ』（鳥飼玖美子, 大津由紀雄, 江利川春雄, 林徹共著、ひつじ書房、ひつじ英語教育ブックレット） 2017
- 『言語接触 英語化する日本語から考える「言語とはなにか」』（嶋田珠巳, 大津由紀雄共編、東京大学出版会） 2019.5
- 『メタ言語能力を育てる文法授業 英語科と国語科の連携』（秋田喜代美, 藤江康彦共編、ひつじ書房） 2019.8
- 『迷える英語好きたちへ』（鳥飼玖美子共著、集英社インターナショナル新書） 2020
- 『英語で「道」を語る』（大橋理枝共著、放送大学教育振興会） 2021
- 『英語で発信する日本文化』（大橋理枝共著、放送大学教育振興会） 2026

## 翻訳
- 『コペルニクス博士』（ジョン・バンヴィル、白水社） 1992
- 『ここだけの話』（ジュリアン・バーンズ、白水社） 1993
- 『香港』（クリストファー・ニュー、古田島洋介共訳、平凡社） 1993
- 『小説の技巧』（デイヴィッド・ロッジ、柴田元幸共訳、白水社） 1997
- 『少年キム』（ラドヤード・キプリング、晶文社） 1997、のちちくま文庫 2010
- 『詩の記号論』（ミカエル・リファテール、勁草書房） 2000
- 『イスラム再訪』（V・S・ナイポール、岩波書店） 2001
- 『ある放浪者の半生』（V・S・ナイポール、岩波書店） 2002
- 『不思議なみずうみの島々』（ウィリアム・モリス、晶文社） 2002
- 『消滅する言語 人類の知的遺産をいかに守るか』（デイヴィッド・クリスタル、三谷裕美訳、中公新書） 2004
- 『魔法の種』（V・S・ナイポール、岩波書店） 2007
- 『火山の下』（マルカム・ラウリー、監訳、渡辺暁, 山崎暁子共訳、白水社、エクス・リブリス・クラシックス） 2010、新版 2013、2023
- 『英語教育と「訳」の効用』（ガイ・クック、北和丈共訳、研究社） 2012
- 『老ピノッキオ、ヴェネツィアに帰る』（ロバート・クーヴァー、上岡伸雄共訳、作品社） 2012
- 『オリヴァー・ツイスト』（チャールズ・ディケンズ、山本史郎共訳、偕成社） 2019

## テレビ出演
- 3か月トピック英会話
  - 話して聞きとる！ネイティブ発音塾（NHK教育テレビ、2009）
  - 聴く読むわかる!英文学の名作名場面（NHK教育テレビ、2010年）